# Erik Lund
Erik Olof Gustav Lund, född 6 november 1988 i Lindome församling i Göteborgs och Bohus län, är en svensk fotbollstränare och tidigare fotbollsspelare. Han har varit huvudtränare för Ljungskile SK, och har tidigare spelat för bland annat just Ljungskile SK, IFK Göteborg och Varbergs BoIS.

## Klubbkarriär

### Ljungskile SK och Aston Villa
Lunds moderklubb är Ljungskile SK. Han debuterade i A-laget som 14-åring 2003 i säsongens sista match mot Ytterby IS. Säsongen 2004 spelade han 14 seriematcher och gjorde två mål samt spelade båda kvalmatcherna mot Väsby IK då Ljungskile lyckades kvala upp till Superettan 2005. Han spelade sex matcher, varav en från start i Superettan 2005.
Som 16-åring flyttade Lund sommaren 2005 till England för spel i Aston Villa. Sommaren 2007 förlängde han sitt kontrakt fram till 2009.

### IFK Göteborg och Örebro SK
I juli 2008 värvades Lund av IFK Göteborg, där han skrev på ett 3,5-årskontrakt. Han fick stora delar av säsongen 2012 förstörd på grund av en korsbandsskada.
Den 30 mars 2013 lånades han ut till Örebro SK i Superettan på ett lånekontrakt fram till sommaren 2013. Den 27 juni 2013 avslutades lånet i förtid efter att Lund endast spelat sex matcher för klubben. I augusti 2013 råkade han ut för sin andra korsbandsskada.

### Varbergs BoIS
Den 24 mars 2014 värvades Lund av Varbergs BoIS, där han skrev på ett ettårskontrakt. I november 2014 förlängde han sitt kontrakt med ett år. I november 2015 förlängde Lund sitt kontrakt med ytterligare ett år.
Inför säsongen 2016 utsågs Lund till klubbens lagkapten. I maj 2016 råkade han ut för sin tredje korsbandsskada. I november 2016 förlängde Lund sitt kontrakt med ett år. I mars 2017 skadade han korsbandet för fjärde gången.

### Återkomst i Ljungskile SK
I mars 2018 återvände Lund till moderklubben Ljungskile SK, där han skrev på ett ettårskontrakt.

## Tränarkarriär
Inför säsongen 2021 avslutade Lund sin spelarkarriär och tog över som huvudtränare i Ljungskile. I augusti 2024 fick han lämna klubben. Inför säsongen 2025 blev Lund klar som sportchef i Varbergs BoIS.

## Landslagskarriär
Lund spelade 11 matcher för Sveriges U21-landslag mellan 2008 och 2010. Han debuterade i A-landslaget under vinterturnén 2010, i en träningsmatch mot Oman den 20 januari 2010.